# ITPA
ITPA (англ. Inosine triphosphatase) – білок, який кодується однойменним геном, розташованим у людей на короткому плечі 20-ї хромосоми. Довжина поліпептидного ланцюга білка становить 194 амінокислот, а молекулярна маса — 21 446.
| 10         |  | 20         |  | 30         |  | 40         |  | 50         |
| ---------- |  | ---------- |  | ---------- |  | ---------- |  | ---------- |
| MAASLVGKKI |  | VFVTGNAKKL |  | EEVVQILGDK |  | FPCTLVAQKI |  | DLPEYQGEPD |
| EISIQKCQEA |  | VRQVQGPVLV |  | EDTCLCFNAL |  | GGLPGPYIKW |  | FLEKLKPEGL |
| HQLLAGFEDK |  | SAYALCTFAL |  | STGDPSQPVR |  | LFRGRTSGRI |  | VAPRGCQDFG |
| WDPCFQPDGY |  | EQTYAEMPKA |  | EKNAVSHRFR |  | ALLELQEYFG |  | SLAA       |

A: Аланін

C: Цистеїн

D: Аспарагінова кислота

E: Глутамінова кислота

F: Фенілаланін

G: Гліцин

H: Гістидин

I: Ізолейцин

K: Лізин

L: Лейцин

M: Метіонін

N: Аспарагін

P: Пролін

Q: Глутамін

R: Аргінін

S: Серин

T: Треонін

V: Валін

W: Триптофан

Кодований геном білок за функцією належить до гідролаз. 
Задіяний у таких біологічних процесах, як метаболізм нуклеотидів, ацетилювання, альтернативний сплайсинг. 
Білок має сайт для зв'язування з нуклеотидами, іонами металів, іоном магнію. 
Локалізований у цитоплазмі.